# 庫爾蒂什瓦拉鄉
44°29′44″N 24°21′47″E / 44.4956°N 24.3630°E
庫爾蒂什瓦拉鄉（羅馬尼亞語：Comuna Curtișoara, Olt），是羅馬尼亞的鄉份，位於該國南部，由奧爾特縣負責管轄，面積52平方公里，海拔高度183米，2007年人口4,596，人口密度每平方公里89人。

## 合作交流城市
- 法國 勒东